# Londoner Konferenz (1950)
Die Londoner Konferenz der Außenminister der Westalliierten fand vom 11. bis 13. Mai 1950 statt. Es ging vor allem um die Westintegration der Bundesrepublik Deutschland.
Im Vorfeld hatte die amerikanische Regierung eine stärkere Integration Westeuropas unter Einschluss der Bundesrepublik Deutschland verlangt. Vor allem legten die USA Wert auf die Aufnahme Deutschlands in den Europarat. Die Bundesregierung stand diesem Ansinnen skeptisch gegenüber, weil auch das Saargebiet Mitglied werden wollte und verlangte verschiedene Zugeständnisse etwa in Hinblick auf die Rechte der Besatzungsmächte. Darauf wollte sich die USA nicht einlassen.
Auf der Konferenz selber waren sich die Teilnehmer einig, dass die Westintegration der Bundesrepublik notwendig sei. Die Aufnahme in die NATO war damit noch nicht verbunden. Die West-Alliierten haben auch über den am 9. Mai veröffentlichten Schuman-Plan einer Montanunion diskutiert. Am 10. Mai 1950 erklärte sie ihre Einwilligung zu diesem Vorschlag. Die Versammlung begrüßte außerdem den am gleichen Tag verkündeten Beschluss der Bundesregierung den Beitritt zum Europarat anzustreben.
Im Gegenzug betonten die Außenminister zwar, dass die Alliierten weiterhin die oberste Gewalt in Deutschland beanspruchten, waren aber bereit ihre Kompetenzen weiter einzuschränken. Das Ausmaß dieser Absichtserklärung konnte noch nicht festgelegt werden. Es wurde aber als Zielperspektive angekündigt, dass bei einer europäischen Integration der Bundesrepublik, die Westmächte auf alle Kontrollen verzichten und „die Souveränität in dem größtmöglichen Umfang gewährt werden, die mit der Grundlage der Besatzungsherrschaft vereinbar sei.“
Zu der nötigen Veränderung des Besatzungsstatuts wurde eine besondere Arbeitsgruppe („Intergovernmental Study Group on Germany“) eingesetzt. Diese war auch beauftragt, den völkerrechtlichen Status des ehemaligen Deutschen Reiches zu klären.  